# Johan Wætterdahl
Johan Wætterdahl, född 15 juli 1770 i Landeryds socken, död 16 december 1847 i Östra Eneby socken, var en svensk präst.
Johan Wætterdahl var son till bonden Olof Pehrsson och Kjerstin Jonasdotter. Efter studier i Linköping blev Wætterdahl student vid Lunds universitet 1791. Han blev magister i Greifswald 1796 och prästvigdes samma år. Wætterdahl hade flera prästerliga förordnanden i Göteborgs stift och i Linköpings stift, innan han 1804 avlade pastoralexamen. 1806 blev han komminister i Skeppsholmens församling och utsågs 1824 till komminister i Östra Eneby församling, en tjänst han tillträdde 1825. 1833 erhöll han prosts titel. Wætterdahl kom omkring 1800 under inflytande hav herrnhutismen och trädde i brevväxling med församlingen i Herrnhut. Denna brevväxling sträckte sig ända fram till Wætterdahls död, och breven finns bevarade i Archiv der Brüder-Unität i Herrnhut. Redan omkring 1800 var Wætterdahl inne på tanken om en hela Sverige omspännande organisation för en livligare evangelisk organisation för en livligare evangelisk verksamhet av väckelsekaraktär. När skotten John Paterson 1808 kom till Stockholm som företrädare för bland annat Religious Tract Society vände han sig till den grupp herrnhutare i Stockholm som  Wætterdahl tillhörde. Patersons förslag om ett svenskt traktatsällskap fick stöd hos Wætterdahl, och 1808 bildades Evangeliska sällskapet. I den verkställande kommittén valdes Wætterdahl till sekreterare, en funktion som han med ett par års avbrott 1811–1813 innehade till 1825. Organisationens stadgar erhöll kunglig stadfästelse i början av 1809. Wætterdahls stora initiativkraft togs även i anspråk av Svenska Bibelsällskapet, i vilket han var sekreterare 1815–1823. Gentemot tendenser, som kunde verka upplösande mot den gamla bibelöversättningen var han på sin vakt och hade här regeringens fulla förtroende och stöd. I början av 1820-talet gjorde Wætterdahl ansträngningar för att skapa ett svenskt missionssällskap till stöd åt herrnhutarnas mission. Men planen var tydligen för tidigt väckt. Som kyrkoherde i Östra Eneby var han en av de inspirerande krafterna för missionssaken inom Linköpings stift. Utom brevsamlingen i Herrnhut utgör brev till Wætterdahl i Göteborgs stadsbibliotek och i Linköpings stift- och landsbibliotek utomordentliga källor inte bara till Wætterdahls liv utan till folkväckelsens svenska historia.